# Duberria variegata
Espèce
Synonymes
- Homalosoma variegatum Peters, 1854

Statut de conservation UICN

 LC  : Préoccupation mineure
Duberria variegata est une espèce de serpents de la famille des Lamprophiidae. 

## Répartition
Cette espèce se rencontre dans l'est de l'Afrique du Sud et dans le sud du Mozambique.

## Publication originale
- Peters, 1854 : Diagnosen neuer Batrachier, welche zusammen mit der früher (24. Juli und 17. August) gegebenen Übersicht der Schlangen und Eidechsen mitgetheilt werden. Bericht über die zur Bekanntmachung geeigneten Verhandlungen der Königlich preussischen Akademie der Wissenschaften zu Berlin, vol. 1854, p. 614-628 (texte intégral).